# 贾朴
贾朴（？—？），字素庵，直隶故城人。清朝官员。贡生。
清康熙二十三年（1684年），授广西柳州府同知。当时思明土司负固抗官，将其调任署理思明府知府用兵，获得广西巡抚彭鹏赏识。擢贵州平越府知府，挂误去官。
康熙四十五年（1706年），贾朴任江南苏州府知府康熙四十六年（1707年），康熙南巡苏州，嘉奖贾朴清廉为吴中廉吏之最，将其升为分巡常镇道 ，为苏州民众挽留，调任苏松常镇四府粮储道、布政使参政兼管苏州府事务康熙四十九年（1710年），因忤两江总督噶禮遭弹劾而去职。贾朴留苏州三年，返回故里后去世。